# Michael Smolensky
Michael Smolensky est un physiologiste américain, pionnier de la chronobiologie médicale et de la chronothérapeutique, spécialiste des variations circadiennes de la pression artérielle et de ses pathologies (ex: hypertension), co auteur régulier des chercheurs français Yvan Touitou et Alain Reinberg, et ayant récemment collaboré à des recherches portant sur l'impact du travail de nuit sur la santé et la sécurité des sapeurs-pompiers français,,.
Il fut également fondateur et coéditeur, aux côtés de Alain Reinberg, du journal scientifique de référence Chronobiology International en 1984.
Conseiller spécial de la NASA, fondateur et directeur du Memorial-Hermann Center for Chronobiology and Chronotherapeutics (la première polyclinique utilisant les outils et connaissances de la chronobiologie pour diagnostiquer et traiter des pathologies), il est actuellement professeur associé à l'université du Texas à Austin, et professeur émérite de l'université du Texas à Houston,
Mike Smolensky est l'auteur et le co-auteur de plus de 250 articles scientifiques, et co-auteur avec Lynne Lamberg du livre "The Body Clock Guide to Better health".

## Parcours universitaire
- Professeur de physiologie environnementale, Université du Texas à Austin
- Consultant pour le programme de recherche en médecine du sommeil de la faculté de médecine de l'Université du Texas à Houston
- Professeur de sciences de l'environnement, école de santé publique de l'Université du Texas à Houston
- Professeur de physiologie environnementale, école de sciences de la santé de l'Université du Texas à Houston

## Affiliations et sociétés savantes
- Vice-président de l'American Association for Medical Chronobiology and Chronotherapeutics
- Membre du conseil de direction de l'International Society for Chronobiology
- Membre du National Institutes of Health (États-Unis)
- Conseiller spécial de la NASA (États-Unis)
- Membre du CIC Biometerology de l'Université de l'Illinois